# NGC 6697
NGC 6697 est une galaxie elliptique située dans la constellation d'Hercule. Sa vitesse par rapport au fond diffus cosmologique est de 4 532 ± 26 km/s, ce qui correspond à une distance de Hubble de 66,9 ± 4,7 Mpc (∼218 millions d'al). NGC 6697 a été découverte par l'astronome allemand Albert Marth en 1864.